# Spangrüner Kiefern-Reizker
Der Spangrüne Kiefern-Reizker (Lactarius semisanguifluus) ist ein rotmilchender Reizker aus der Familie der Täublingsverwandten (Russulaceae). Sein Fleisch verfärbt sich nach Verletzungen zunächst weinrot, wird aber bis zum nächsten Tag grün.

## Merkmale

### Makroskopische Merkmale
Der Hut kann bis zu 15 cm breit werden. Die schwach orange bis weinbraunen Farben verblassen mit der Zeit und es zeigt sich ein grüner Ton. Junge Hüte sind zumeist noch eingerollt und gerne dunkelgrün, vor allem bei kalter Witterung. Die Kappen alter Pilze weisen häufig intensive spangrüne Flecken auf. Oft ist auch der ganze Hut grau und später spangrün gefärbt.
Die Lamellen sind ähnlich wie der Hut oder lebhafter gefärbt und haben einen  fleischrosa Schimmer. An verletzten Stellen verfärben sie sich weinrot.
Der Stiel ist bis zu 8 cm lang, in der Regel aber auffallend kurz. Meist besitzt er eine Zeichnung aus scharf abgegrenzten, orangeroten Flecken, den Gruben. Er ist zunächst weißlich bereift und lange vollfleischig, im Alter dagegen oft hohl. Nicht selten sind mehrere Fruchtkörper an den Stielbasen büschelig miteinander verwachsen.
Das blass orange Fleisch ist oft madig und verfärbt sich wie die karottenfarbene Milch innerhalb von  ca. 15 min weinrot. Am folgenden Tag ist es grünlich verfärbt.

### Mikroskopische Merkmale
Die Sporen sind etwa 9,5 µm lang und 7 µm breit und zeigen nach dem Anfärben mit Melzers Reagenz ein gratig-netziges Ornament.

## Artabgrenzung
Ähnlichkeit besitzt unter den rotmilchenden Arten vor allem der Fichten-Reizker (Lactarius deterrimus), der im Alter jedoch einen trichterförmig vertieften Hut besitzt. Außerdem ist dessen Huttrama am Rand weicher, biegsamer und brüchiger. Weiterhin kann er mit dem Edel-Reizker verwechselt werden, dessen Milch jedoch karottenrot bleibt. Der äußerlich ähnliche Lärchenmilchling besitzt weiße Milch.

## Ökologie
Der Spangrüne Kiefern-Reizker hat ähnliche Ansprüche wie der Weinrote Kiefern-Reizker (Lactarius sanguifluus), weshalb er oft gemeinsam mit diesem anzutreffen ist. Im Unterschied zu diesem akzeptiert der Spangrüne Reizker jedoch auch frische und weniger basenreiche Böden. Außerdem nimmt er auch Stellen mit stärkerer Beschattung ein. Folglich ist der Pilz auch tiefer im Wald zu finden. Der Spangrüne Kiefern-Reizker ist meist zusammen mit der Waldkiefer zu finden; die Fruchtkörper erscheinen von August bis vereinzelt im November.

## Verbreitung
Der Spangrüne Kiefern-Reizker ist wie der Weinrote Kiefern-Reizker vor allem in Südwest- und Zentral-Europa verbreitet; im Süden von den Kanaren bis Zypern, im Norden bis Luxemburg, im Osten bis Ungarn sowie im Westen bis Frankreich. Weiter nördlich ist der Pilz nur auf sehr kalkreichem Boden zu finden. In Deutschland ist er vor allem im Süden verbreitet; nach Norden reicht das Vorkommen bis Südniedersachsen.

## Bedeutung
Der Spangrüne Kiefern-Reizker ist wie alle Milchlinge aus der Sektion Deliciosi essbar.